# フランシス・ベイリー

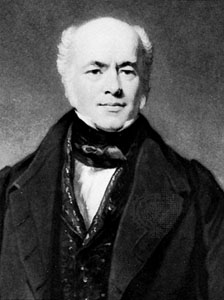
Francis Baily

フランシス・ベイリー（Francis Baily、1774年4月28日 - 1844年8月30日）は、イギリスの天文学者である。ロンドン天文学会（後の王立天文学会）の創設に尽力し、初代事務局長を務めた。日食時に月面のクレーター等の凹凸によって生じる、太陽の輪が途切れ光がとびとびになって見える「ベイリーの数珠」現象でよく知られる。他にも、様々な古い天文観測記録を調べて星表を再編集したり、地球の密度を実験的に求めるといった業績がある。

## 生涯
銀行家の息子に生まれ、初等教育を終えると、商社に年季奉公に出される。年季があけると1796年から1797年、アメリカに冒険旅行に出る。ロンドンに冒険の資金をえるために戻るが、スポンサーが現れないため1799年、自ら株式取引所に入り仲買人となって蓄財に成功する。一方、Tables for the Purchasing and Renewing of Leases (1802)、 The Doctrine of Interest and Annuities (1808)、The Doctrine of Life-Annuities and Assurances (1810) などの出版も成功し、著述家としても評判を得た。
1820年にはロンドン天文学会（王立天文学会の前身）の設立に重要な役割をはたし、1827年には2881個の星表の作成により王立天文学会ゴールドメダルを受賞した。1843年には2度目のゴールドメダルを受賞している。1825年、50歳の時に事業をやめ、私設の天文台を設立し天文学者として研究に専念した。1844年、ロンドンにて没。

## 業績
- 1826年："General Catalogue of the Principal Stars" (Memoirs Astr. Soc. of London II) 
ベイリーが最初に編纂した星表。主だった恒星2,870星を収録。
- 1827年："Catalogue of 2881 stars" (Memoirs R. Astr. Soc. ii.)  
上記の増補改訂版か。
- 1830年："A Catalogue of the Positions (1n 1690) of 564 Stars Observed by Flamsteed, but not *Inserted in his British Catalogue" (Memoirs Astr. Soc. of London IV)
フラムスティードが観測していながら「大英恒星目録」に未収録だった564星の位置を記す。
- 1835年：An Account of the Revd. John Flamsteed, the First Astronomer-Royal
フラムスティードの「大英恒星目録」の改訂版を含む。
- 1843年："The Catalogue of Ptolemy, Ulugh Beigh, Tycho Brahe, Halley, Hevelius" (Memoirs R. Astr. Soc. XIII)
プトレマイオス、ウルグ・ベク、ティコ・ブラーエ、エドモンド・ハレー、ヨハネス・ヘヴェリウスらが作った星表を再編集。
- 1845年：The Catalogue of stars of the British Association for the Advancement of Science
通称 British Association Catalogue （BAC, 『BAC星表』）。ベイリーが編纂した代表的な星表。8,377星を収録し、1850年を元期とした固有運動、歳差による年間変化量・百年総差を表示。
- 1847年：A Catalogue of 9755 Stars in the Southern Hemisphere （Lacaille, Lac, L）
ラカーユが観測した全ての恒星をカタログ化。ラカーユの星表の完全版。
- 1847年：A catalogue of those stars in the Histoire Céleste Française of Jérôme Delalande for which tables of reduction to the epoch 1800 have been published by Professor Schumacher （Lalande, Ll）
ラランドの星表の改訂版。
- 1836年5月15日の日食に際して、「ベイリーの数珠」を観測した。
- ヘンリー・フォスターの実験を論じて地球の扁平率が 1/289.48であることを示した。 (Memoirs R. Astr. Soc. vii.)
- ヘンリー・キャヴェンディッシュの実験を改良し、地球の平均密度の値を 5.66だと計算した。